# Danica Seleskovitch
Danica Seleskovitch (Paris, 6 de dezembro de 1921 – Cahors, 17 de abril de 2001) foi uma intérprete de conferências, professora e prolífica escritora acadêmica francesa em estudos de tradução. Entre outros marcos da carreira profissional, ela fundou a Teoria Interpretativa da Tradução.

## Biografia
Danica Seleskovitch nasceu em Paris de mãe francesa, de uma família burguesa do norte francês, e pai sérvio, um filósofo descendente de um longa linhagem de intelectuais sérvios. Após a trágica morte de sua mãe quando ela tinha apenas quatro anos, Danica e seu irmão mais velho Zoran foram confiados para os cuidados de uma amável avó materna, e só se reencontram com seu pai em 1931 em Berlim, onde ele se casou novamente e lecionava em uma universidade. Danica completou seus estudos secundários na Alemanha. Quando a guerra estourou em 1939, ela retornou à Belgrado com sua família e passou o período de guerra todo lá. Em 1945, recebeu uma bolsa do governo francês e retornou à Paris para escapar do regime comunista estabelecido pelo marechal Josip Broz Tito.
Desde a infância, ela falava várias línguas. Sua língua materna era o francês, uma vez que toda a família Seleskovitch sempre falou francês, mas ela também falava fluentemente alemão, bem como o idioma de seu pai, serbo-croata. Ela se saía bem em inglês no ensino médio e aperfeiçoou-o durante uma estada nos Estados Unidos no início da década de 1950.
Ao chegar em Paris em 1946, matriculou-se na Sorbonne e fez dois bacharéis simultaneamente em alemão e inglês. Inscreveu-se para a Agrégation, mas foi forçada a encurtar seus estudos quando sua bolsa do governo francês acabou e seu pai, que ficara na Iugoslávia, estava incapaz de sustentá-la financeiramente. Foi então que ela descobriu um curso de interpretação de conferência na HEC, no qual ela se matriculou em 1949 e 1950.
Danica Seleskovitch tinha apenas se qualificado como intérprete de conferências na primavera de 1950 quando seu pai morreu. Ao mesmo tempo, em Paris, o Departamento de Estado dos EUA procurava contratar intérpretes de francês que tinham a língua como língua materna para acompanhar equipes de produtividade francesas nos Estados Unidos, como parte do Plano Marshall. As equipes eram compostas de líderes franceses de opinião e negócios, de todas as áreas da indústria e do comércio, cujo objetivo era descobrir os segredos para a produtividade norte-americana durante missões de até seis semanas. Na primavera de 1950, Danica Seleskovitch partiu para os Estados Unidos e permaneceu lá até 1953.
Logo após retornar à França, Danica Seleskovitch deixou Paris novamente para Luxemburgo, onde recebeu um emprego de intérprete da Comunidade Europeia do Carvão e do Aço (CECA), criada por Jean Monnet e Paul-Henri Spaak. A CECA tinha uma grande necessidade de intérpretes de francês, sobretudo de alemão. Ela ficou em Luxemburgo até 1955, quando voltou para Paris para sempre e tornou-se intérprete de conferências freelancer. Ela entrou para a recém-formada Associação Internacional de Intérpretes de Conferência (AIIC), em 1956, e foi secretária executiva da Associação de 1959 a 1963.
Assim que Seleskovitch começou a trabalhar como intérprete, também começou a pensar como o processo de interpretação transmite o sentido e, nos anos 60, começou a escrever sobre isso. Seu primeiro livro, L’interprète dans les conférences internationales, problèmes de langage et de communication, foi publicado em 1968. Langage, langues et mémoire, étude de la prise de note en interprétation consécutive, com um prefácio de Jean Monnet, foi baseado em sua tese de doutorado, defendida em 1973, e foi publicado em 1975. Ao lado de Marianne Lederer, passou a desenvolver a teoria do sentido, que subsequentemente tornou-se conhecida como a Teoria Interpretativa da Tradução. Fugindo da abordagem linguística, que anteriormente caracterizava os estudos de tradução, Seleskovitch postulou que uma tradução (interpretação) escrita e oral bem sucedida é baseada no entendimento da mensagem na língua de partida e a reformulação dessa mensagem na língua de chegada, focando no sentido e não simplesmente nas palavras do original, embora, no entanto, considerando o seu registro e estilo. Essa intuição, baseada em sua experiência como intérprete, era mais parecida com as conclusões dos estudos psicológicos e cognitivos da língua, que também começavam a abrir este novo caminho na época.
A partir da década de 1980, Danica Seleskovitch dedicou a maior parte de seu tempo ao ensino e à pesquisa em estudos da tradução na École supérieure d'interprètes et de traducteurs (ESIT), Université de Paris III - Sorbonne Nouvelle.
Seleskovitch recebeu um Doutorado Honorário da Heriot-Watt University, em 1985.
Ao longo de sua carreira como professora e pesquisadora, ela inspirou muitos estudantes de todo o mundo. Eles continuam o seu trabalho, baseando-se em seu legado.
Danica Seleskovitch morreu em Cahors (França), no dia 17 de abril de 2001, aos 80 anos.